# Îles Kermadec
Pour les articles homonymes, voir Kermadec.
Les îles Kermadec forment un archipel dans l'Ouest de l'océan Pacifique sud. Elles font administrativement partie de la Nouvelle-Zélande depuis 1887. D'un point de vue géologique, elles appartiennent à la dorsale sous-marine qui relie la Nouvelle-Zélande aux Tonga. Elles doivent leur nom au capitaine de vaisseau de la marine royale française Jean-Michel Huon de Kermadec qui explora la région avec son bateau l'Espérance en 1791 à la recherche de La Pérouse, sous les ordres du contre-amiral Antoine Bruny d'Entrecasteaux. Cependant, des recherches ont permis d'affirmer qu'il était possible que les Polynésiens s'y soient établis dès le Xe siècle et assurément aux alentours du XIVe siècle

## Géographie
L'archipel est situé entre 29° et 31,5° de latitude sud et 178° et 179° de longitude ouest. Une distance de 736 km sépare l'île de l'Espérance du nord-est de l'île du Nord (Nouvelle-Zélande) quand il faut compter 979 kilomètres depuis l'île Raoul. Cette dernière île se situe à 927 km de Tongatapu (Tonga). Le centre de l'archipel est situé approximativement à 30° 18′ 55″ S et 178° 26′ 53″ O.
L'archipel comprend quatre îles principales et quelques îlots dont certains ne sont visibles qu'à marée basse :
- l'île Raoul située à 29° 15′ 60″ S et 177° 55′ 10″ O est de loin la plus grande des îles de l'archipel avec une superficie de 29,38 km2 et un point culminant le pic Moumoukai à 516 mètres d'altitude, elle est entourée de nombreux petits îlots ;
- l'île Macauley située à 30° 14′ S et 178° 26′ O et à 113 kilomètres au sud-sud-est de l'île Raoul est la deuxième île par la taille, une superficie de 3,06 km2 et son point culminant, le mont Haszard, a une altitude de 238 mètres ;
- l'île Haszard située à proximité de l'île Macauley ;
- l'îlot McDonald situé à 30° 09′ S et 178° 22′ O, à dix kilomètres au nord de l'île Macauley, est submergé par les flots et n'est apparent qu'à marée basse ;
- l'île Curtis située à 30° 32′ 32″ S et 178° 33′ 39″ O et à 35 kilomètres au sud-sud-est de l'île Macauley est la troisième par la taille, a une superficie de 0,59 km2 et un point culminant à 130 mètres d'altitude ;
- l'île Cheeseman est située à proximité au nord-ouest de l'île Curtis ;
- l'île de l'Espérance située à 31° 26′ S et 178° 54′ O, à 80 kilomètres au sud-sud-est de l'île Curtis a un diamètre de 250 mètres, une superficie de 0,05 km2 et un point culminant à 70 mètres d'altitude ;
- l'îlot L'Havre situé à huit kilomètres à l'ouest-nord-ouest de l'île de l'Espérance, est submergé par les flots et n'est apparent qu'à marée basse. Le volcan sous-marin Havre est situé à proximité.

## Climat
Le climat est subtropical avec une moyenne des températures de 22,4 °C en février et de 16 °C en août. Les précipitations annuelles atteignent 1 500 millimètres avec une saison sèche d'octobre à janvier (Parkes, 1984).

## Sismicité
- Le 21 octobre 2011, les îles Kermadec sont touchées par un séisme de magnitude 7,6 sur l'échelle de Richter[3].
- Le 23 juin 2014, les îles Kermadec sont touchées par un séisme de magnitude 7,2 sur l'échelle de Richter[4].
- Le 13 juillet 2016, les îles Kermadec sont touchées par un séisme de magnitude 6,3 sur l'échelle de Richter[5].
- Le 16 juin 2019, les îles Kermadec sont touchées par un séisme de magnitude 7,4 sur l'échelle de Richter[6].
- Le 4 mars 2021, l'archipel des îles Kermadec est frappé par un puissant séisme de magnitude 8,1 sur l'échelle de Richter[7], précédé de plusieurs secousses dont une de magnitude 7,4.
- Le 16 mars 2023, l'archipel est frappé par un séisme de 7,0 sur l'échelle de Richter[8].

## Population et infrastructure
L'ensemble de l'archipel est inhabité en dehors d'une station météorologique et radiophonique qui depuis 1937 est située au nord de l'île Raoul et fonctionne avec quelques fonctionnaires et volontaires néo-zélandais. C'est le point de population le plus au nord de toute la Nouvelle-Zélande.